# Бадачони
Бадачони (на унгарски: Badacsony) е унгарски сорт череша, внесен в България през 1949 г. (калеми) и 1961 г. (посадъчен материал). Плодовете са едри, широко сърцевидни, тъмно до черночервени. Узряват в края на юни. Плодовото месо е розово червено, хрупкаво, сочно, сладко. Дървото е средно до силно растящо, с широка пирамидална корона и недостатъчна родовитост. Цъфти късно и изобилно, завръзва малко.